# Josef Rublic
Josef Rublič (Hořice, 1891. augusztus 4. – ?, 20. század) háromszoros Európa-bajnok, Európa-bajnoki ezüstérmes bohémiai-csehszlovák jégkorongozó.
Az 1911-es jégkorong-Európa-bajnokságon aranyérmes lett. Az 1912-es jégkorong-Európa-bajnokságon szintén aranyérmes lett, de ezt a bajnokságot utólag törölték, mert Ausztria még nem volt tag és mégis játszott. Az 1913-as jégkorong-Európa-bajnokságon ezüstérmes lett a belga csapat mögött. Utolsó szereplése a bohémiai csapatban az 1914-es jégkorong-Európa-bajnokság volt és aranyérmesek lettek.
Klubcsapata a CSS Praha volt.